# Мамедов, Гюндуз Айдынович
Гюндуз Айдынович Мамедов (азерб. Gündüz Aydın oğlu Məmmədov; род. 26 октября 1974, г. Гянджа, Азербайджанская ССР) — украинский правовед, кандидат юридических наук, доцент, заслуженный юрист Украины. С 18 октября 2019 года по 27 июля 2021 года заместитель Генерального прокурора Украины.

## Образование
- 1996 — окончил Одесский национальный университет имени И. И. Мечникова по специальности «правоведение».
- 2013 — окончил Одесский национальный экономический университет.

## Карьера
Начал трудовой путь в 1996 году в органах прокуратуры Украины. Работал помощником прокурора, стажером в прокуратуре Приморского района Одессы, став впоследствии первым заместителем прокурора района.
В 2012—2013 годах работал в прокуратуре Киевской области. В 2013 году был главным научным сотрудником отдела исследований проблем противодействия преступности Научно-исследовательского института Национальной академии прокуратуры Украины.
С декабря 2013 года по июль 2014 года — начальник следственного отдела Днепровской экологической прокуратуры.
С июля 2014 года — прокурор Одессы.
С декабря 2015 года — заместитель прокурора Одесской области.
Во время работы в Одесской области занимался громкими делами. В частности, о приостановке распространения наркотических веществ в правоохранительных органах, разоблачении коррупционных схем и игорного бизнеса, задержании преступной группы, которая в течение двух лет совершала разбойные нападения, вымогательства и другие.
С 22 августа 2016 года — прокурор АР Крым .
31 марта 2017 года — во время оккупации полуострова Крым открыт офис прокуратуры Автономной Республики Крым в Киеве. За период работы на должности прокурора АР Крым определены направления работы правоохранительных органов автономии на территории материковой Украины, организована работа с Международным уголовным судом, налажено сотрудничество с неправительственным сектором, разработана методика расследования уголовных производств преступлений против национальной безопасности и военных преступлений (МГП), в н связи с тем, что до 2014 года в указанных категориях дел практически отсутствовала следственная и судебная практика. Указанное нашло свое отражение в Стратегии развития деятельности прокуратуры АРК в условиях временной оккупации на 2019—2021 годы.
18 октября 2019 года Гюндуз Мамедов был назначен на должность заместителя Генерального прокурора.
За время работы в Офисе Генерального прокурора стал одним из инициаторов создания и запуска Департамента надзора по уголовным производствам в отношении преступлений, совершенных в условиях вооруженного конфликта, осуществляющего процессуальное руководство в наиболее тяжких и резонансных уголовных производствах, связанных с совершением уголовных правонарушений в условиях конфликта международного характера, а также преступлений по осуществлению террористической деятельности, посягательств на территориальную целостность Украины, ведению агрессивной войны, преступлениям, связанным с серьезными нарушениями норм международного гуманитарного права и грубыми нарушениями прав человека. Благодаря работе Департамента обеспечен системный подход в расследовании уголовных производств данной категории. Соответствующие управления созданы в Донецкой и Луганской областных прокуратурах.

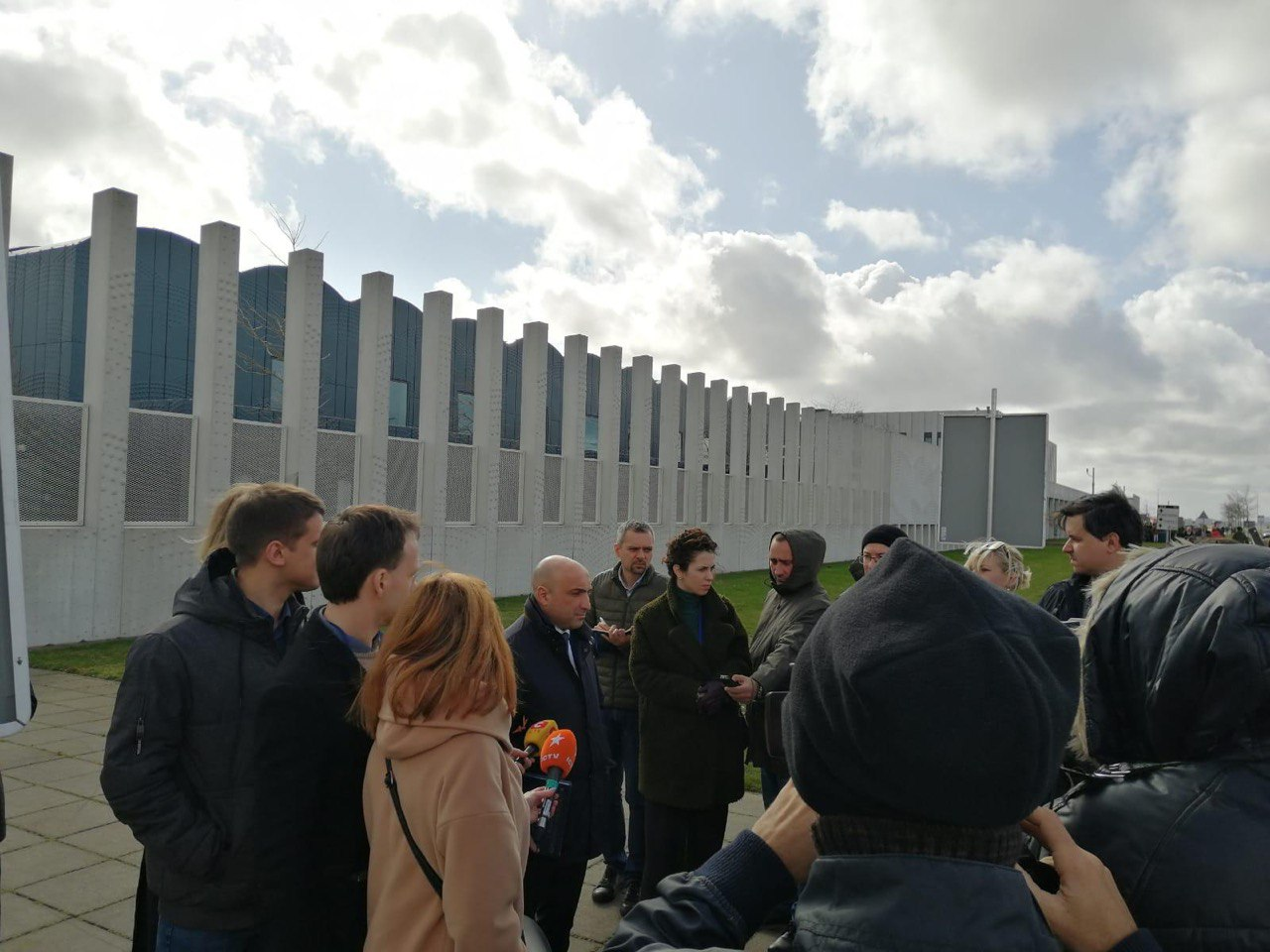
Начало слушаний по делу о сбитии МН17 в Схипхоле, Нидерланды

Был руководителем Совместной следственной группы от Украины, занимающейся расследованием сбивания самолета рейса MH17 17 июля 2014 года в небе над временно оккупированным Донбассом. Следственной группе удалось наладить сотрудничество с Bellingcat. Расследование атаки на малайзийский самолет MH17 научило Офис Генпрокурора собирать доказательства без доступа на неконтролируемые территории. 17 ноября 2022 года суд в Нидерландах вынес приговор по делу MH17: троих обвиняемых — двух граждан России Игоря Гиркина, Сергея Дубинского и гражданина Украины Леонида Харченко — признал виновными и приговорил к пожизненным срокам заключения заочно, а россиянина Олега Пулатова — освободили от ответственности за нехваткой доказательств. 8 февраля 2023 года представители JIT на пресс-конференции в Гааге заявили, что президент России причастен к краху лайнера, ведь лично одобрил поставки ПВО на территорию Украины. На сегодняшний день следствие приостановлено.

Также он координировал расследование авиакатастрофы рейса PS-752 «Тегеран-Киев». На сегодняшний день уже установлены имена некоторых участников атаки. Отмечает важность того, чтобы Украина, регулярно находящаяся под обстрелами иранских беспилотников Shahed, активно участвовала в процессе привлечения к ответственности виновных.
Кроме того, занимался таким направлением, как ювенальная юстиция.
В 2020 году в Офисе Генпрокурора был создан Департамент защиты детей и противодействия насилию и соответствующие подразделения в регионах. В отдельно взятом ведомстве создалась мини-модель детской (ювенальной) юстиции. Вместе с экспертами, представительством ЮНИСЕФ в Украине, детским Омбудсменом запустили проект Barnahus по защите и социально-психологической поддержке детей, пострадавших от преступлений или ставших свидетелями правонарушений. Удалось запустить первый пилотный проект в Виннице. Его суть состоит в том, что сначала ребенку оказывается терапевтическая помощь, психологическая реабилитация, затем – допрос и медицинское освидетельствование для судебных целей. Задача была, в том числе, свести количество допросов ребенка к минимуму.
Также был одним из инициаторов реформы пенитенциарной системы. Тогда, по инициативе Офиса Генпрокурора, в Минюсте была создана межведомственная рабочая группа, которая должна была подготовить проект закона о двойной системе регулярных пенитенциарных инспекций. Офис генерального прокурора предложил совместные с Офисом Омбудсмана и гражданским обществом проверки и мониторинговые визиты.
27 июля 2021 года Мамедов написал заявление об отставке из Офиса генпрокурора. Он уходит из органов прокуратуры по собственному желанию.
С начала полномасштабной агрессии стал одним из инициаторов создания коалиции по документированию военных преступлений «Україна.П’ята ранку / Ukraine 5 AM Coalition», объединяющей НГО и экспертов.
Коалиция работает с целью защиты жертв российской вооруженной агрессии в Украине и привлечения к ответственности непосредственных исполнителей военных преступлений и преступлений против человечности, совершенных в Украине. Также к направлениям работы Коалиции относятся информирование общественности в Украине и за рубежом о тяжких преступлениях во время российской агрессии в Украине; обучение журналистов и волонтеров по работе со свидетелями военных преступлений и по документированию; обеспечение эффективного скоординированного сотрудничества национальных и международных неправительственных организаций по процессам правосудия.
После подрыва дамбы Каховской ГЭС Гюндуз Мамедов заявил, что он является вероятным международным преступлением. По его мнению, Украине стоит обратиться к Генеральному секретарю ООН относительно нарушения ENMOD и с целью создания консультативного совета, а также Международного суда ООН по компенсации нанесенного ущерба.

## Научная деятельность
- Автор научных статей и публикаций в профессиональных изданиях «Вестник Национальной академии прокуратуры Украины», «Вестник прокуратуры», «Научный вестник» и научно-методических журналах. Автор публицистических статей в изданиях «Зеркало недели», «Радио Свобода», «Украинская правда», «Новое время», «Гордон» и т.д.

- Диссертация на соискание степени кандидата юридических наук «Функции прокуратуры в Украине и Азербайджане (сравнительно-правовой анализ)»[19].

### Научные труды
- Вестник Национальной академии прокуратуры Украины: Трансформация функций прокуратуры Украины в современных условиях;[20]

- Вестник прокуратуры Украины: Проблемные вопросы защиты интересов граждан в условиях временной оккупации территории полуострова Крым;[21]

- Prosecuting international crimes in Crimea;[22]

- Международный научно-практический журнал «Закон и жизнь»: Прокурорский надзор в уголовно-исполнительной системе Украины по отечественному законодательству;[23]

- Сборник материалов международной научно-практической конференции «Приоритетные проблемы реформирования системы законодательства Украины»: «Специфика деятельности органов прокуратуры в 1923-1924 годах» (Киев, 2015);

- Научные труды Национального университета «Одесская юридическая академия»: «Полномочия органов прокуратуры в 1922—1930 гг.» (Одесса, 2015);

- Научный вестник публичного и частного права: «Позитивный европейский опыт деятельности прокуратуры и пути его заимствования для Украины» (Киев, 2016);

- Научный вестник Академии муниципального права «Исторические типы прокураторов римской империи в начале нашей эры» выпуск 1\2015 (Киев, 2015)

- Научный вестник Ужгородского национального университета: «Зарождение прокуратуры в Китае и Греции» том 3, ч. 1, 2013;

- Научный вестник Херсонского государственного университета: «Правовые ориентиры деятельности органов прокуратуры в 1979-1991 гг.» том 4, ч. 3, 2015;

- Вестник прокуратуры Украины: «Об оптимальном варианте закрепления функций прокуратуры», (г. Киев, 2007);

- «Общее и особенное в конституционном закреплении функций прокуратуры Украины и Азербайджанской Республики»; Южноукраинский журнал № 2, 206 г.;

- Сборник материалов международной научно-практической конференции: «Теоретические и практические проблемы формирования правового регулирования общественных отношений»: Формирование прокуратуры во Франции в период XVII-XX вв. (Харьков, 2016)

- Вестник Черновицкого факультета Национального университета «Одесская юридическая академия»: «Полномочия органов прокуратуры в 1922—1930—х гг.» №2/2016

- Сборник научных трудов «Актуальные проблемы политики»: сравнительно-правовое исследование функций прокуратуры Украины и Азербайджанской Республики (постановка проблемы) (Одесса, 2016);

- Научный журнальчик «Наука и правоохранительная»: «Предпосылки зарождения прокуратуры в старых странах Востока»; №3, ч.2, (Одесса, 2014);

- Право и политика: научно-методический журнал: «Положительный европейский опыт деятельности прокуратуры и пути его заимствования для Украины»;

- Сборник материалов научно-практической конференции: «Актуальные проблемы современного правоведения»: Функционирование прокуратуры предвоенный период (Киев, 2015);

- Сборник материалов научно-практической конференции «Приоритетные проблемы юридической науки: современное состояние и перспектива усовершенствования»: Предпосылки формирования прокуратуры в РСФСР (Киев, 2015)

- Научный журнал «Наука и правоохранительная»: Специфика функционирования прокуратуры в довоенный период, №4(26), (Одесса, 2014);

- Публичное администрирование в сфере внутренних дел: Прокурорская деятельность в послевоенный период наук. издание (Киев, 2015).

## Награды и знаки отличия
- Нагрудный знак «Почетный работник прокуратуры Украины»;
- Заслуженный юрист Украины[24].